# جوان سانشيز
جوان سانشيز (بالإسبانية: Joan Manuel Sánchez Caballero)‏ (26 سبتمبر 1992 بلنسية إسبانيا - ) هو لاعب كرة قدم إسباني يلعب كمدافع.

## روابط خارجية
- جوان سانشيز على موقع Soccerway.com (الإنجليزية)